# Sorbus yokouchii
Sorbus yokouchii är en rosväxtart som beskrevs av M. Mizush. och Tatemi Shimizu. Sorbus yokouchii ingår i släktet oxlar, och familjen rosväxter. Inga underarter finns listade i Catalogue of Life.